# Montel Vontavious Porter
 (juin 2021).
Pour les articles homonymes, voir MVP.
Hasaan Hamin Asaad, né Alvin Burke, Jr. le 28 octobre 1973 à Liberty City à Miami, est un catcheur américain. Il travaille actuellement à la All Elite Wrestling.
Il a été condamné à 18 ans de prison en 1990 pour enlèvement et vol à main armée, mais en sort en 1999. Il décide alors de devenir catcheur après avoir rencontré un gardien de prison qui a fait du catch.
Il lutte dans diverses fédérations en Floride avant d'être engagé par la World Wrestling Entertainment (WWE) en 2005. Il devient champion par équipes de la WWE avec Matt Hardy et remporte deux fois le championnat des États-Unis.
Il quitte la WWE en 2010 pour aller travailler à la New Japan Pro-Wrestling. Il y remporte le tournoi pour désigner le premier champion intercontinental International Wrestling Grand Prix (IWGP).
Il rejoint à nouveau la WWE en août 2020 où il devient membre de l’équipe The Hurt Business.

## Biographie
En 1990, un tribunal condamne Burke à 18 ans et demi de prison pour enlèvement et vol à main armée. C'est en prison qu'il se convertit à la religion musulmane et change de nom pour celui d'Hasaan Hamin Asaad. Il sort de prison en 1999 après avoir purgé la moitié de sa peine,.
En 2007, des médecins lui diagnostiquent le syndrome de Wolff-Parkinson-White,. Le diagnostic et son traitement sont utilisés par la World Wrestling Entertainment dans certaines intrigues.

## Carrière

### Débuts (2002-2005)
Burke entre dans le monde du catch après avoir passé neuf ans et demi en prison pour enlèvement et vol à main armée, période pendant laquelle il rencontre un agent de correction auparavant catcheur dans le circuit indépendant. Après avoir été formé par les catcheurs Soulman Alex G et Norman Smiley, Burke fait ses débuts en (2002 sous le nom d'Antonio Banks.
Il travaille principalement en Floride et remporte avec The Punisher le 31 août 2002 le championnat par équipes de la Future of Wrestling (FOW) après leur victoire face à Anthony Michaels et Jeff Roth,. Ils perdent ce titre le 15 février 2003 face à Ricky et Tommy Vandal. Il travaille aussi à la Full Impact Pro (FIP) et devient challenger pour le championnat du monde de la FIP le 12 février 2005 après sa victoire face à Scoot Andrews. Ce match de championnat a lieu la semaine suivante à la Ring of Honor, une fédération partenaire de la FIP, où Banks ne  parvient pas à battre Homicide.
Il lutte aussi à la Coastal Championship Wrestling (CCW) et y remporte le championnat poids lourd le 20 août 2005 après sa victoire dans un combat triple menace face à Bruno Sassi et The Blackhart. Son règne prend fin le 15 octobre après sa défaite face à Sassi dans un Looser gets fired match.

### World Wresting Entertainement(2005-2010)

#### Deep South Wrestling(2005-2006)
En août 2005, Asaad participe à plusieurs matchs non diffusées avant l'enregistrement d'émissions de la World Wrestling Entertainment (WWE). La WWE décide de l'engager quelques semaines plus tard et l'envoie en Géorgie continuer son apprentissage du catch à la Deep South Wrestling (DSW) qui est alors le club-école de la WWE.
Il continue de lutter sous le nom d'Antonio Banks pendant un mois avant de changer de nom de ring pour celui de Montel Vontavious Porter (MVP), un sportif arrogant au look bling-bling. Ce gimmick s'inspire du personnage de Rod Tidwell incarné par Cuba Gooding Jr. dans le film Jerry Maguire. Le personnage de MVP plaît au public de la DSW et la WWE décide de l'amener dans les émissions principales en mai 2006. 

#### Débuts et United States Champion (2006-2009)

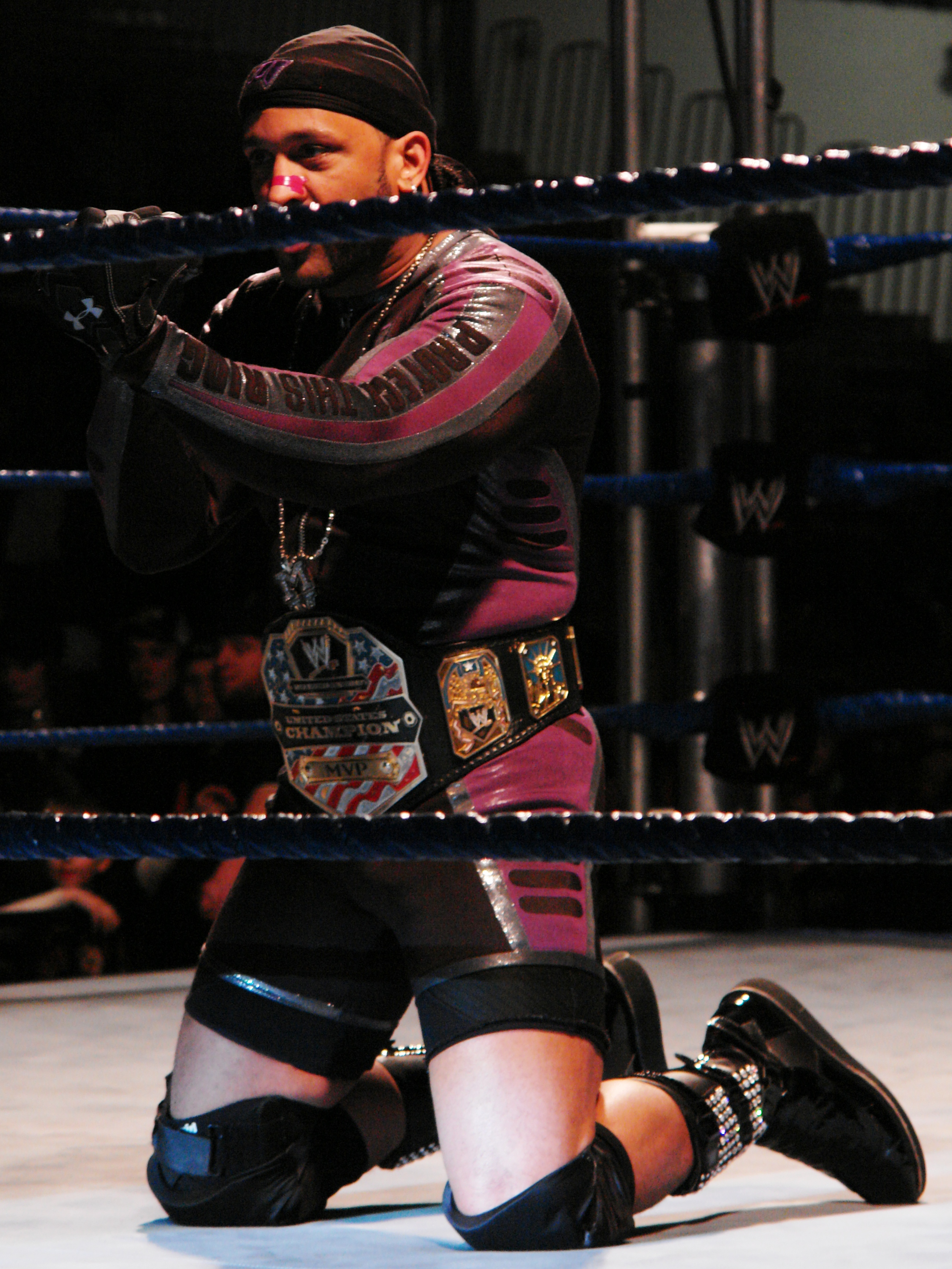
MVP avec la ceinture de Champion des États-Unis en 2008.

MVP fait sa première apparition à Smackdown le 4 août 2006 en coulisse où il propose à Teddy Long de l'engager. Le 29 septembre, lorsque Long annonce officiellement qu'il a signé avec MVP. Une vidéo d'une conférence de presse diffusée sur WWE.com annonce que MVP a signé le « contrat le plus cher dans l'histoire de Smackdown » en demandant « le même que John Cena, plus un dollar ».
Son premier match a lieu lors du pay-per-view No Mercy 2006 où il bat Marty Garner. La semaine suivante, il affronte Kane. Les deux hommes se retrouvent en rivalité, durant les deux mois qui suivent. MVP parvint à battre Kane dans un « combat de rue » et un « match en cage » avant de perdre à Armageddon 2006 dans un match Inferno.
MVP entame ensuite une rivalité avec Chris Benoit qui conserve son titre à WrestleMania 23. Une revanche a lieu à Backlash 2007, mais MVP perd dans les mêmes conditions. Il remporte finalement le titre de Champion des États-Unis face à Chris Benoit dans un match au meilleur des trois manches à Judgment Day 2007.
Il conserve son titre contre Ric Flair lors de l'édition 2007 de Vengeance puis contre Matt Hardy à The Great American Bash. Plus tard, il forme une équipe avec Matt Hardy et remportent ensemble le 31 août 2007 le Championnat par équipe face à Deuce et Domino qu'ils conservent à Unforgiven 2007. À Cyber Sunday 2007, il perd un match contre Kane par décompte extérieur, il conserve donc sa ceinture. Ils perdent finalement les ceintures le 13 novembre au profit John Morrison et The Miz. MVP demande immédiatement un match revanche mais ils s'inclinent de nouveau. MVP attaque et aggrave la blessure de Matt Hardy à la fin du match. 
MVP est choisi pour affronter Ric Flair au Royal Rumble 2008 dans un match où Flair met sa carrière en jeu, mais perd le match. À No Way Out 2008, il est dans la « Chambre d'elimination », le match est remporté par The Undertaker.
Le 7 et le 14 mars, MVP conserve son titre de Champion des États-Unis contre Batista,.
À WrestleMania XXIV le 30 mars 2008, il perd le Money in the Bank ladder match.
À Backlash 2008, il perd son titre U.S contre Matt Hardy après 343 jours consécutifs de règne, établissant un record depuis que la WWE possède ce titre (3e pour la WWF/WWE ensemble).
Lors de Summerslam 2008, il bat Jeff Hardy à la suite de l'intervention de Shelton Benjamin.
Le 22 août, il défait M.V.P par décompte à l'exterieur et devient l'un des aspirants au titre de Champion de la WWE à Unforgiven 2008 dans un match « Scramble » aux côtés de Jeff Hardy, Shelton Benjamin, Brian Kendrick et le Champion de la WWE Triple H. Lors de ce pay-per-view, il perd le match.
Aux Survivor Series 2008, il est dans l'équipe de JBL mais il se fait éliminer en deuxième par The Great Khali. Il devient par la suite face.
Lors du 500e épisode de SmackDown le 20 mars, MVP bat Shelton Benjamin, et devient pour la seconde fois Champion des États-Unis.
À Wrestlemania XXV, il ne remporte pas la mallette décrochée par CM Punk.

#### RAW (2009-2010)
Le 13 avril, il est drafté à RAW après la victoire de Rey Mysterio sur Evan Bourne.
Lors de Extreme Rules 2009, il affronte Kofi Kingston, Matt Hardy et William Regal dans un match « Fatal-Four-Way » pour le titre de Champion des États-Unis, mais perd.
Lors de Night of Champions 2009, il a une nouvelle chance de remporter le Championnat des États-Unis contre le champion Kofi Kingston, Carlito, Primo, Jack Swagger et The Miz, mais Kingston conserve son titre.
En août, il entame une rivalité avec Jack Swagger qu'il bat à SummerSlam 2009.
À Breaking Point, lui et Mark Henry ne remportent pas les ceintures par équipes unifiées, battus par ShowMiz.
Au Royal Rumble 2010, il perd un match de championnat pour le titre de champion des États-Unis.
Il participe ensuite au 30-Man Royal Rumble match, il entre en quatorzième et s'élimine en neuvième, éliminant au passage son rival The Miz.
Lors de Elimination Chamber, il a de nouveau une chance au titres des États-Unis mais il échoue à la suite d'une intervention de Big Show en faveur de The Miz.
À WrestleMania 26, il perd le Money In the Bank qui est remporté par Jack Swagger.

#### Smackdown et départ (2010)
Lord du Draft supplémentaire, il est drafté à Smackdown.
Lors de Survivor Series 2010, lui, Rey Mysterio, Big Show, Kofi Kingston et Chris Masters battent Alberto Del Rio, Jack Swagger, Cody Rhodes, Drew McIntyre et Tyler Reks.
Le 2 décembre, MVP demande à être libéré de la WWE.

### New Japan Pro-Wrestling (2011-2013)

#### Intercontinental Champion et départ (2011-2013)
En 2011, Burke signe un contrat d'un an avec la New Japan Pro-Wrestling, lui permettant de faire du puroresu, sa passion.
Lors de Attack on the East Coast 3, il bat Toru Yano pour devenir le premier IWGP Intercontinental Champion. Il perd son IWGP Intercontinental Championship contre Masato Tanaka à Destruction 2011, le 10 octobre.
Le 6 janvier 2013, MVP quitte la NJPW.

### House Of Hardcore  (2013; 2016-2018)
Entre 2013 et 2018, il effectue divers combats dans cette fédération.

### Total Nonstop Action Wrestling (2014-2015)

#### The Beat Down Clan (2014-2015)
Le 30 janvier 2014, MVP est révélé comme étant l’investisseur mystère de la TNA et qui détient des parts de la TNA. Il confie qu'il est là pour faire tomber le pouvoir de Dixie Carter et amener une nouvelle ère à Impact Wrestling. Il bat dans son premier match dans un ring à la TNA, Rockstar Spud le 13 février à Impact Wrestling à Manchester.
Lors de Lockdown 2014 Team MVP (MVP, The Wolves (Davey Richards et Eddie Edwards) et Willow) bat Team Dixie (Bobby Roode, The BroMans (Jessie Godderz et Robbie E) et Austin Aries) et il prend le contrôle des opérations catch de la fédération. Le 8 mai à Impact Wrestling, MVP s'est annoncé comme le # 1 Contender au TNA World Heavyweight Championship de Eric Young l'attaquant par la suite effectuant ainsi un Heel Turn.
Le 17 juillet 2015, la compagnie annonce son départ de la TNA.

### Lucha Underground (2016)
Le 31 mars, il annonce qu'il rejoint la Lucha Underground, mais est renvoyé quelques jours plus tard pour non-respect d'une clause de non-révélation.

### Circuit indépendant (2016-2020)
Le 21 octobre 2017 lors de Impact Wrestling/IWR When Worlds Collide 2, il bat Damon Windsor et remporte le IWR Heavyweight Championship.

### Retour à la World Wrestling Entertainment (2018-2024)

#### Apparitions occasionnelles (2018-2020)
Le 22 janvier 2018, il apparaît à l'occasion des 25 ans de Raw.
Le 26 janvier 2020 au Royal Rumble, il entre dans le Royal Rumble masculin en 12e position, mais se fait éliminer par Brock Lesnar. 
Le 20 avril à Raw, il perd face à Apollo Crews, ne se qualifiant pas pour le Men's Money in the Bank Ladder Match à Money in the Bank.

#### The Hurt Business (2020-2022)
Le 18 mai à Raw, Bobby Lashley bat R-Truth, puis repart avec lui, officialisant leur alliance. Le 14 juin à Backlash, Bobby Lashley ne remporte pas le titre de la WWE, battu par Drew McIntyre, à la suite d'une distraction de Lana.
Le 19 juillet à Extreme Rules, il s'autoproclame nouveau Champion des États-Unis de la WWE, son adversaire Apollo Crews n'ayant pu participer au combat, forfait pour blessure. Le 23 août lors du pré-show à SummerSlam, il ne remporte pas le titre des États-Unis de la WWE, battu par Apollo Crews.  
Le 17 février 2021, blessé à la jambe droite, il n'est pas autorisé à catcher pendant des mois, se contentant de rester aux abords du ring.
Le 17 septembre, il souffre d'une fracture d'une côte, et doit s'absenter pour une durée indéterminée. Le 8 novembre à Raw, il effectue son retour de blessure du coude, aux côtés de Bobby Lashley, et assiste à sa victoire sur Dominik Mysterio.

#### Alliance avec Omos et départ (2022-2024)
Le 4 avril 2022 à Raw, il met fin à son alliance avec The All Mighty en l'attaquant dans le dos, mais en forme une nouvelle avec Omos, provoquant la dissolution du Hurt Business. Le 5 juin à Hell in a Cell, Omos et lui perdent face à Bobby Lashley dans un 2-on-1 Handicap Match.
À l'été 2024, il quitte la WWE.

## Palmarès
- All Pro Wrestling
  - 1 fois APW Universal Heavyweight Championship
- Big League Wrestling
  - 1 fois BLW World Heavyweight Championship
  - BLW Title Rumble Match (2018)
- Coastal Championship Wrestling
  - 1 fois CCW Heavyweight Championship
- DDT Pro-Wrestling
  - 1 fois Ironman Heavymetalweight Championship
- Future of Wrestling
  - 1 fois FOW Tag Team Championship avec Punisher
- Imperial Wrestling Revolution
  - 1 fois IWR Heavyweight Championship
  - 1 fois IWR Tag Team Championshi avec D Money, Marce Lewis, Montego Seeka and Nytronis A'Teo
- New Japan Pro-Wrestling
  - 1 fois IWGP Intercontinental Championship
  - IWGP Intercontinental Championship Tournament (2011)
- Southern Championship Wrestling Florida
  - 1 fois SCW Florida Heavyweight Championship
- World Wrestling Entertainment
  - 2 fois Champion des États-Unis de la WWE
  - 1 fois Champion par équipe de la WWE - avec Matt Hardy

## Récompenses de magazines
- Pro Wrestling Illustrated

| Année | 2006 | 2007 | 2008 | 2009 | 2010 | 2011 | 2012 | 2013 | 2014 | 2015 | 2016 à 2019 | 2020 | 2021 |
| ----- | ---- | ---- | ---- | ---- | ---- | ---- | ---- | ---- | ---- | ---- | ----------- | ---- | ---- |
| Rang  | 368  | 47   | 23   | 33   | 59   | 121  | 263  | 272  | 100  | 91   | Non classé  | 462  | 298  |

- Wrestling Observer Newsletter
  - Most Improved en 2007[61]
  - Most Underrated en 2008[62]

## Filmographie

### Cinéma
- 2010 : MacGruber de Jorma Taccone : Vernon Freedom